# Grube Wohlfahrt (Bergwerk)

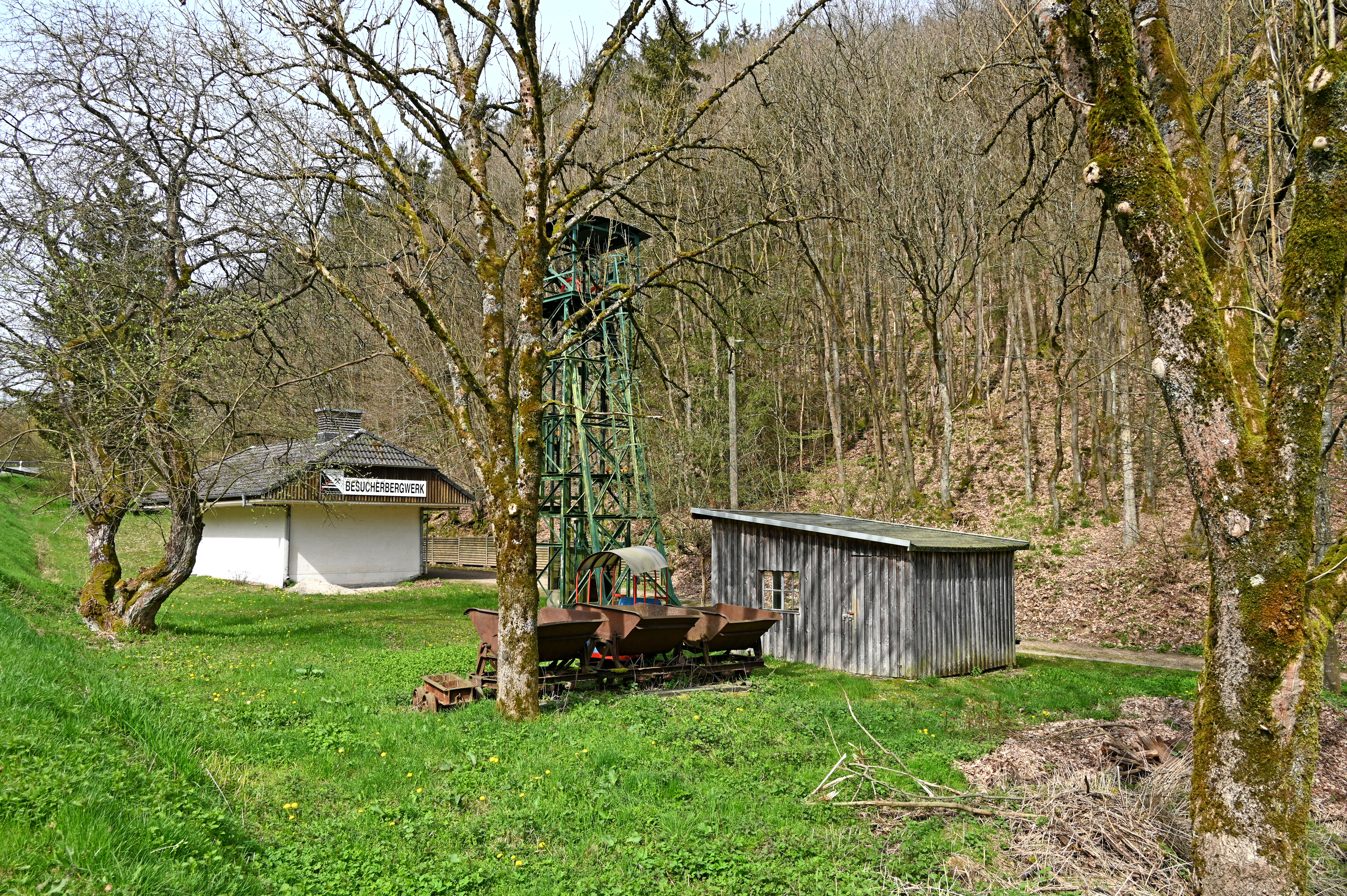
Grube Wohlfahrt, Besucherbergwerk

Das Besucherbergwerk Grube Wohlfahrt ist ein ehemaliges Bleierzbergwerk bei Rescheid (Gemeinde Hellenthal) im Kreis Euskirchen in Nordrhein-Westfalen.

## Lage
Die Grube Wohlfahrt liegt an einem rund 60 km langen „Streifen“ (Bleialf-Rescheid-Mechernicher Gangzug) von Bleierzvorkommen in der Eifel, an dem – von Südwest nach Nordost – sechs Bergwerke tätig waren: Reuland auf belgischem Boden, Bleialf (Mühlenberger Stollen), Grube Wohlfahrt, Schmidtheim (Grube Silberberg), Kall (Grube Tanzberg) und Mechernich (Grube Günnersdorf u. a.) in Deutschland.

## Geschichte

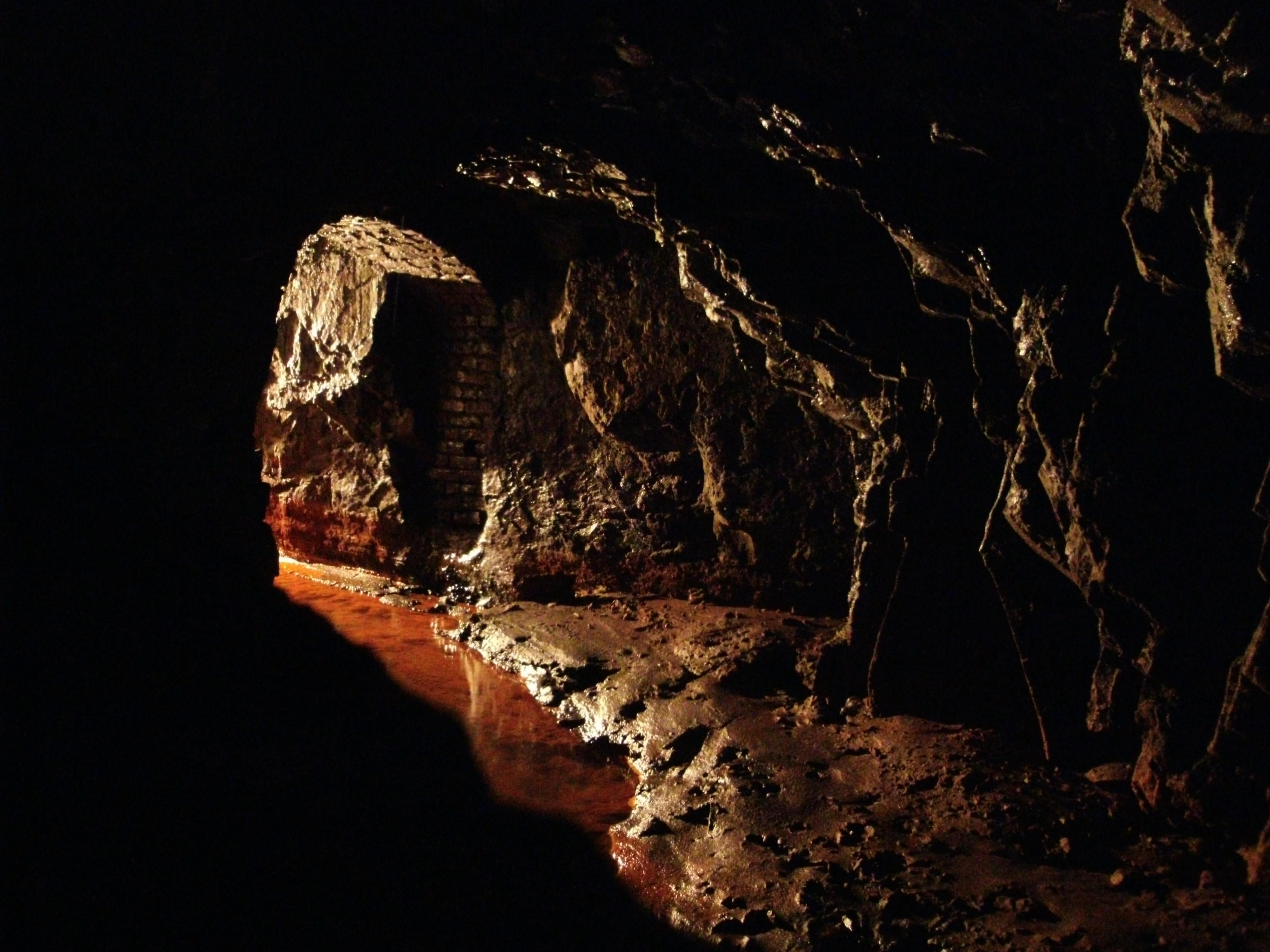
Stollen mit Rösche

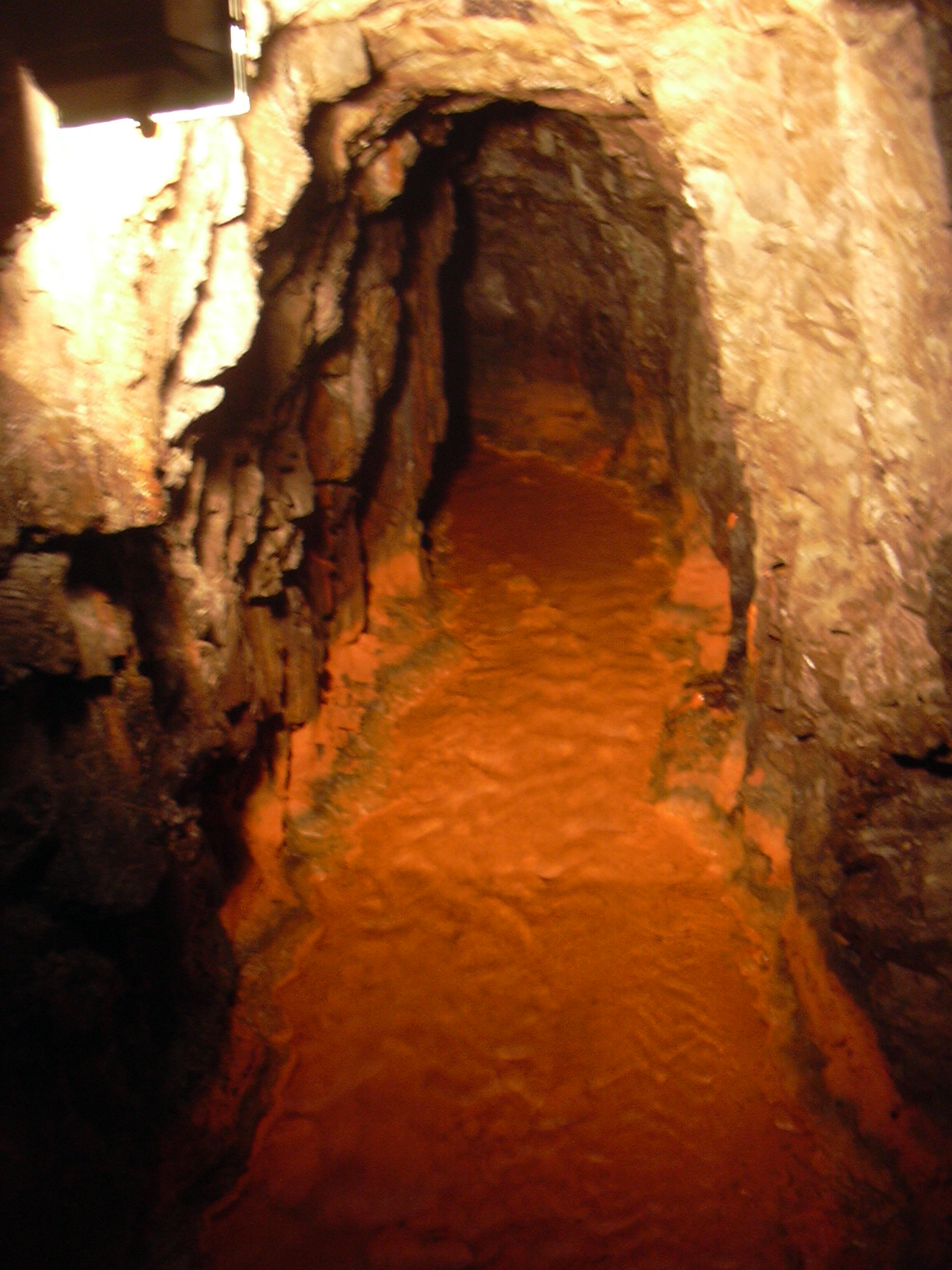
Astertgang

Schon die Kelten und später die Römer haben Münzfunden zufolge in der Eifel Erze abgebaut. Blei wurde in der Eifel seit der Antike über das Mittelalter bis zur Neuzeit, als man um seine Giftigkeit noch nicht wusste, in vielfältiger Hinsicht gebraucht: Für Wasserrohrleitungen, für Geschosse (Schleuder-, Schrotkugeln und großkalibrige Munition), Glasuren für keramische Gefäße, Kirchenfenster und Dachabdeckungen wie etwa beim Kölner Dom.
Urkundlich bekannt ist das Bleierzbergwerk bei Rescheid seit 1543. Die ersten Erzgräber hinterließen Pingen. Dann arbeitete man sich mit Schlägel und Eisen in die Tiefe vor, bis das Grundwasser die Arbeit so erschwerte, dass man nicht weiter kam. Deshalb wurde vom Haupteingang aus nach und nach ein Entwässerungsstollen (so genannter Tiefer Stollen) angelegt, was abschnittsweise geschehen musste mittels 21 enger senkrechter Schächte (so genannter Lichtlöcher), über die man bis zum jeweiligen nächsten Teilstück vorankam. Der Tiefe Stollen liegt an seinem Ende nach 2,4 km etwa 100 m unter der Erdoberfläche, wo er mit dem Schacht des Nachbarbergwerks (Schwalenbacher Stollen) zusammentrifft; dieses wurde Ende 1893 erreicht. Das abgeschlagene Gestein transportierten die Bergleute mit Karren durch den Tiefen Stollen über das Mundloch am Haupteingang ins Freie.
Nachdem die Grube seit 1815 zunächst unter preußischer Verwaltung stand, wurde ab 1839 die Bergwerkkonzession an kompetente Industrieunternehmer vergeben. So erwarb als Erster der Brite John Cockerill diese Konzession, der zuvor bereits unter anderem in Seraing, Aachen, Stolberg tätig war. Nach Cockerills plötzlichem Tod nur ein Jahr später übernahm Barthold Suermondt die Konzession und setzte 1849 die erste Dampfmaschine ein. Noch im gleichen Jahr gründete Suermondt die Commandit-Aktien-Gesellschaft von „Wohlfahrt und Glücksanfang“. Durch den Einsatz der Dampfmaschine konnten großen Wassermengen aus der Tiefe abgepump werden. Dadurch wurde der Tiefbau im großen Stil möglich und Bleierzen unterhalb des Tiefen Stollens gefördert werden. Im Schwalenbacher Revier waren bereits lange vorher hölzerne Pumpen eingesetzt worden.
Mittels Pferdegöpel wurde das Haufwerk (Erz und Gestein) zu Tage gefördert. Später installierte man am Schacht eine Fördermaschine, die ebenfalls von der Dampfmaschine angetrieben wurde, um das Haufwerk bis auf das Niveau des Tiefen Stollens zu heben. Statt der von Hand geschobenen Grubenhunte wurde zunächst eine Druckluftlokomotive für den Transport ins Freie eingesetzt. Ab 1907 verkehrte eine elektrische Grubenbahn (Elektrolok) mit einer Spannung von 1000 Volt Gleichspannung. Deren Fahrdraht im Tiefen Stollen stellte für die Bergleute eine erhöhte Gefahr dar. Reste der Befestigungen des Fahrdrahtes  sind bis heute vorhanden. Die Gleise wurden abgebaut, die Elektrolok ist verschollen.
Die tiefen Bleierze förderte man entlang so genannter Magmablasen – Störzonen, in denen das reine Bleierz, das nur in etwa 10 km Erdtiefe bei einer Temperatur von rund 200 °C natürlich vorkommt, durch Risse und Spalten unter hohem Druck nach oben getrieben wurde. 4 Hauptgänge wurden auf diese Weise ausgebeutet: Der Astert-Gang (500 m seitliche Ausdehnung), der Eiserne-Thür-Gang (bis 1000 m), der Bärwurzel-Gang und der Gang Nr. 4 (circa 1300 m). Andere Versuchsgänge wurden aufgegeben, weil sie unergiebig waren.
Bis Mitte des 19. Jahrhunderts hat man in der Grube Wohlfahrt mit Schlägel und Eisen gearbeitet. Ab der zweiten Hälfte des 19. Jahrhunderts wurde mit Schwarzpulver gesprengt. Damit wurde die Technik des Schießens, entwickelt im 16. Jahrhundert in Venetien, auch in der Eifel eingesetzt.
Die Förderung lief ab 1919 aus. Der Betrieb wurde 1922 eingestellt, denn das Vorkommen galt als ausgebeutet und die Gewinnung der Erze aus noch größeren Tiefen war unrentabel. Im Rahmen der Autarkiebestrebungen im Nationalsozialismus wurde das Werk 1936 reaktiviert. Aus dem geförderten Haufwerk und den Schlämmen der Teiche wurden bis 1940 nur 1200 Tonnen Bleimetall gewonnen und die Grube endgültig stillgelegt. Das Mundloch des Tiefen Stollens, durch den die Grubenbahn verkehrte, und auch die meisten Lichtlöcher wurden 1967 verfüllt.

## Das Besucherbergwerk
Ab 1985 begannen Mitglieder des Heimatvereins Rescheid e. V. zusammen mit Wissenschaftlern der RWTH Aachen das Bergwerk wieder freizulegen. Nach seiner Restaurierung wurde es 1993 als Besucherbergwerkfür die Öffentlichkeit zugänglich. Der Zugang für die Besucher liegt 150 m vom früheren Eingang entfernt. Ein Förderturm ist neu. Noch nicht für den Besucher restauriert ist das Außengelände mit Halden und (zugeschütteten) Klärteichen, wo die Aufbereitung des Gesteins (d. h. die Trennung der Bleierze von wertlosem Gestein) stattgefunden hat. Im Grubenhaus (Museumstrakt) sind Modelle und historische Fotos ausgestellt.
Täglich finden Führungen (11.00, 14.00 und 15.30 Uhr) unter Tage statt. Der Eintritt beträgt für Kinder (bis 15 Jahre) 3 €, für Erwachsene 5,50 €.
Dabei werden rund 800 m des Tiefen Stollens „befahren“ (zu Fuß) und u. a. folgende markante Punkte erläutert:
- Mehrere der sechs erhaltenen Lichtlöcher,
- Fahrdraht (Oberleitung) der ehemaligen elektrifizierten Grubenbahn,
- Versteinerte Schalentiere (Brachiopoden) und wellenförmige Abdrücke im Gestein (Rippelmarken) dokumentieren, dass das Gestein im Devon vor circa 400 Millionen Jahren einmal Meeresboden war.
- Ein Kohleflöz (auch Brandschiefer genannt) unter Tage, entstanden aus den ältesten Landpflanzen im Devon.
- Störzone im Gestein, die auf einen Erzgang hoffen ließ; Fehleinschätzung (der angefangene Gang wurde aufgegeben)
- Grubenlampe mit Fimmel; den Besuchern wird demonstriert, wie stockfinster es im Stollen wird, wenn dieses Licht erlischt. Deshalb ging niemals ein Bergmann alleine in einen Gang.
- 43 Meter tiefe Bohrung (Bundeswehr-Bohrloch), heute Lichtloch
- Arbeitsprobe mit Schlägel und Eisen
- Kuriosum und Attraktion bei der Führung insbesondere für Kinder: Historische Graffiti, mit denen sich die Arbeiter in Pausen die Zeit vertrieben: Figuren, Köpfe, Tiere, Wörter und Zahlen.